# KAWADE夢ムック
KAWADE夢ムック（かわでゆめむっく）とは、日本の出版社である河出書房新社が、1996年から発行しているムック・レーベルのシリーズで、2000年から、雑誌『文藝』の「別冊」としての「総特集」シリーズの刊行が多くなっており、2011年以降は、ほぼ全点が「文藝別冊」と併せた表記である。
「文藝別冊」シリーズの編集者としては現在の「編集人」である西口徹（元ユリイカ編集長）、漫画家の特集を一貫しててがける穴沢優子らがいる。2011年に穴沢が編集した『吾妻ひでお〈総特集〉――美少女・SF・不条理ギャグ、そして失踪』は第43回星雲賞ノンフィクション部門を受賞した。
姉妹編ムックにKAWADE道の手帖がある。

## 刊行一覧

### 1998年
- 学校では教えない世界地図の楽しい読み方 : ビジュアル版 ロム・インターナショナル 編
- イタリアンに恋して : 最新イタリア料理事情がわかる!! (王様のキッチン)
- チーズのレッスン : メニューとカタログ完全保存版 (王様のキッチン)
- 丼とおそうざいの手本 : 簡単!おいしいスタンダード (王様のキッチン)
- 日本地図の楽しい読み方 : 教科書にも載ってない : ビジュアル版 2 ロム・インターナショナル 編
- 日本地図の楽しい読み方 : 教科書にも載ってない : ビジュアル版 ロム・インターナショナル 編
- ワインに夢中 : カジュアルワインの逸品を探す (王様のキッチン)
- サンドイッチ気分 : とっておきのメニュー300 (王様のキッチン)
- サラダ記念日 : シェフのアイデアごちそうサラダ (王様のキッチン)
- パスタレシピ103 : イタリア発おいしくてヘルシーな食卓 中村浩子 監修・翻訳 (ブオナ・クチーナ)

### 1999年
- 学校では教えない世界地図の楽しい読み方 : ビジュアル版 3 ロム・インターナショナル 編
- 学校では教えない世界地図の楽しい読み方 : ビジュアル版 2 ロム・インターナショナル 編
- ナチュラルcookingレシピ : 自然の食卓 尾形妃[カ]怜 著
- ネコに遊んでもらう本 : ビジュアル版 3
- 高橋邦弘の達人そば打ち指南 : 完全保存版
- 節約の裏ワザ・隠しワザ : ムダを省いて快適生活を送る知恵
- イヌに遊んでもらう本 : ビジュアル版 3
- 「総特集」宇多田ヒカル: J-pop diva (文藝別冊)
- 手塚治虫 : 総特集 : 永久保存版 (文藝別冊)
- 頭のいい(得)副収入ガイド : 給料の他に月10万円は欲しいあなたへ

### 2000年
- 団鬼六 : 愛と悦楽の文学 : 総特集 (文藝別冊)
- まど・みちお : 「ぞうさん」の詩人 : 総特集 (文藝別冊)
- ネコに遊んでもらう本年版
- 「総特集」白洲正子 (文藝別冊)
- J-フォトグラファー : 新世代の写真家108人の徹底データファイル : 総特集 (文藝別冊)
- ジョン・レノン : 総特集 (文藝別冊)
- だれでもわかるニーチェ : 没後100年記念特集 (文藝別冊)
- 「総特集」安倍晴明 : 陰陽師・闇の支配者 (文藝別冊)
- Parisの隠れブランド
- イヌに遊んでもらう本年版
- Jミステリー : 全ジャンル最新事件簿 : 総特集 (文藝別冊)
- ハワイの大自然を楽しむ本 : 完全保存版
- わが子をタイガーにする方法 : 親子で楽しむゴルフ練習帳 千葉晃著
- グレン・グールド : バッハ没後250年記念 : 総特集 (文藝別冊)
- 幸田文没後10年 : 総特集 (文藝別冊)
- 「総特集」作家と猫 (文藝別冊)
- パソコンで(得)副収入 : 初級者でも稼げる、とっておき情報ガイド
- 最恐ホラー・ナビ 日本篇 (文藝別冊)
- 裏原宿隠れブランド-2001年度版
- 「総特集」金子みすゞ : 没後70年 (文藝別冊)
- アジアン・トラヴェラーズ : 新しい旅人たちのために : 総特集 (文藝別冊)
- 「総特集」水上勉 : 癒しと鎮魂の文学 (文藝別冊)
- おまかせ!教師のパソコン インタープログ 企画・編集
- 心の詩集 : 総特集 (文藝別冊)
- カザルス : バッハ没後250年記念 : 総特集 (文藝別冊)
- オーストラリアの大自然を楽しむ本 : エコツアーと世界遺産の旅 : 決定版

### 2001年
- 「総特集」ポール・マッカートニー : 世紀を越えた音楽家 (文藝別冊)
- 恋愛体質別恋の予感book 2002年開運
- メシマコブがガンに効く 前田華郎監修
- 晩年の教科書
- パソコン教習所 2001 柳澤健二著
- ネコに遊んでもらう本 2001年版
- ジョージ・ハリスン (文藝別冊)
- 中華料理の裏ワザ・隠しワザ : ビジュアル版 小暮剛料理指導
- くまのプーさんグッズ大図鑑,エグモントジャパン株式会社
- 和食料理の裏ワザ・隠しワザ : うまい!簡単!の超実用ムック : ビジュアル版
- ニュージーランドの大自然を楽しむ本
- 山田風太郎 : 綺想の歴史ロマン作家 (文藝別冊)
- イヌに遊んでもらう本 2001年版
- マイルス・デイビス : 没後10年 (文藝別冊)
- 「総特集」ザ・ビートルズ : ビートルズの逆襲 (文藝別冊)
- 柳澤桂子 : 総特集 : 生命科学者からのおくりもの (文藝別冊)
- 尾崎豊 : 総特集 (文藝別冊)
- 総特集作家と犬 (文藝別冊)
- 円谷英二 : 生誕100年記念 (文藝別冊)
- 鈴木清順 : 総特集 (文藝別冊)
- 司馬遼太郎 : 幕末～近代の歴史観 (文藝別冊)
- 脳力で自分を変える : ダメな自分、イヤな自分をなりたい自分に
- 「総特集」ビル・エヴァンス (文藝別冊)
- 東大門市場
- だれでもわかるイスラーム : 入門編 : 緊急特集 (文藝別冊)
- 赤軍 : 1969→2001 : 総特集 (文藝別冊)
- 綾戸智絵 : ジャズを越境するエンターテイナー : 濃密証言集 (文藝別冊)
- 洋食料理の裏ワザ・隠しワザ : うまい!簡単!の超実用ムック : ビジュアル版 小暮剛 料理指導
- 家庭で手軽に簡単に料理の達人の鍋レシピ
- 小津安二郎 : 永遠の映画 : 総特集 (文藝別冊)
- 世界の銘品腕時計 2001-2002
- 田中康夫 : しなやかな革命 : 総特集 (文藝別冊)
- 本格ちゃんこ鍋 : 家庭で作る相撲部屋の味
- 相田みつを : 奇跡のことば : 総特集　河出書房新社 (文藝別冊)
- 新選組 : 幕末に咲いた滅びの美学 : 総特集 : 永久保存版 (文藝別冊)

### 2002年
- 「総特集」ボブ・ディラン (文藝別冊)
- エリック・クラプトン (文藝別冊)
- 日野原重明 : 生きかたを広げる副読本 : 総特集 (文藝別冊)
- 日帰り「美人」計画
- 銘品コニャック読本
- 「追悼特集」朝比奈隆 : 最後のマエストロ (文藝別冊)
- 男のヘア救急book
- GS! : あらたなる旅立ち : 総特集 (文藝別冊)
- ディズニープリンセス v.2 エグモント・ジャパン
- ディズニープリンセス エグモント・ジャパン
- モンスターズ・インク最恐セレクション エグモント・ジャパン株式会社 編 エグモント・ジャパン
- 長野まゆみ : 三日月少年の作り方 : 総特集 (文藝別冊)
- 中上健次 : 没後10年 (文藝別冊)
- Pride : 最強の証明 ドリームステージエンターテインメント 監修
- 土方歳三 : 新選組の組織者 (文藝別冊)
- こんな子イヌと暮らしたい 福田豊文, 植木裕幸 写真 (イヌに遊んでもらう本 2002)
- めざせ!世界最速ダイエットbook
- くまのプーさんクッキングブック : くまのプーさんとなかまたちスペシャル エグモント・ジャパン
- 「総特集」澁澤龍彦 : ユートピアふたたび (文藝別冊)
- 総特集岡崎京子 (文藝別冊)
- ビーチ・ボーイズ : 総特集 中山康樹監修 (文藝別冊)
- 世界の銘品腕時計 2002-2003
- ローリング・ストーンズ : 総特集 (文藝別冊)
- こんな子ネコと暮らしたい 植木裕幸, 福田豊文 写真 (ネコに遊んでもらう本 ; 2002)
- 司馬遼太郎の「戦国時代」 : 総特集 (文藝別冊)
- 夢を仕事にするもっとお金を稼ぐ : 女の資格・特技活用大事典
- ゴダール : 新たなる全貌 : 総特集 (文藝別冊)
- 「総特集」白洲次郎 : 生後100年 (文藝別冊)
- 仕事力の強化書

### 2003年
- 「自分の値段」がぐんぐん上がる本
- サイモン&ガーファンクル : 総特集 (文藝別冊)
- 山口瞳 : 江分利満氏の研究読本 (文藝別冊)
- ナンシー関 : トリビュート特集 (文藝別冊)
- 江口寿史 : 総特集 (文藝別冊)
- いちばんな歩き方 : 千葉県トリップbook 「いちばんな歩き方」編集委員会 編
- ディズニープリンセス v.3-6
- カーペンターズ : 総特集 (文藝別冊)
- Relax Thinking
- 岡本太郎 : 総特集 (文藝別冊)
- New Dream book no.0 ペル舎 企画編集 (文藝別冊)
- 小林秀雄 : はじめての/来るべき読者のために (文藝別冊)
- 江戸川乱歩 : 誰もが憧れた少年探偵団 (文藝別冊)
- クイーン : 伝説のチャンピオン : 総特集 (文藝別冊)
- 色川武大vs阿佐田哲也 : 総特集 (文藝別冊)
- 安野モヨコ : 総特集 (文藝別冊)
- 銘品シャンパン読本
- ファインディングニモ海の冒険マガジン
- 森茉莉 : 天使の贅沢貧乏 : 総特集 (文藝別冊)
- 寺山修司 : はじめての読者のために : 総特集 (文藝別冊)
- エルヴィス・プレスリー : ロックンロール・ヒーロー伝説 : 総特集 (文藝別冊)
- 山田かまち : 夭折の詩画人 : 17歳で去った少年が残したメッセージ (文藝別冊)
- 内田百閒 : 総特集 (文藝別冊)
- 坂本龍馬 : 歴史の舵をきった男 (文藝別冊)
- 遠藤周作 : 総特集 : 未発表日記 (文藝別冊)
- リンゴ・スター : 総特集 (文藝別冊)
- 新選組人物誌 : 総特集 (文藝別冊)

### 2004年
- 庵野秀明 : アニメと実写の映像革命 : 総特集 (文藝別冊)
- ジミ・ヘンドリックス : 総特集 (文藝別冊)
- 武士道入門 : 総特集 : なぜいま武士道なのか (文藝別冊)
- 吉本隆明 : 詩人思想家の新たな全貌 : 総特集 (文藝別冊)
- 「総特集」田中小実昌 : コミさんの不思議な旅 (文藝別冊)
- ディズニープリンセスときめきあそびブック
- 押井守 (文藝別冊)
- 岡本綺堂 : 総特集 (文藝別冊)
- 菊地秀行 : 魔界都市へようこそ! : 総特集 (文藝別冊)
- 楳図かずお : 総特集 (文藝別冊)
- 青木雄二 (文藝別冊)
- セックス・ピストルズ : 総特集 (文藝別冊)
- 「総特集」林芙美子 : 恋と宿命の"放浪記" (文藝別冊)
- ディズニーガールズ v.1-3
- 植村直己 : 夢・冒険・ロマン : 1941-1984 : 総特集 (文藝別冊)
- やまだないと : エロス、タナトス、パラダイス。 : 総特集 (文藝別冊)
- 田島昭宇vs浅田弘幸 : コミックとヴィジュアルのバトル・ロワイアル (文藝別冊)
- 武田百合子 : 天衣無縫の文章家 : 総特集 (文藝別冊)

### 2005年
- Mr.インクレディブルスーパーファミリーマガジン
- 中島らも : さよなら、永遠の旅人 : 総特集 (文藝別冊)
- あさのあつこ完全読本
- 池波正太郎 : 没後15年記念総特集 (文藝別冊)
- ディズニープリンセスママとわたしのハンドメイドブック
- 大瀧詠一 : 大瀧詠一と大滝詠一のナイアガラ30年史 : 総特集 (文藝別冊)
- 新アペリティフへの招待
- ディズニーグッズ大図鑑 2006年版
- ディズニープリンセススタイルレッスン : ディズニープリンセスファンタジーパーティー・公式ガイドブック
- 三島由紀夫 : 没後35年・生誕80年 (文藝別冊)
- ディズニー・ガールズ v.4-5
- ディズニープリンセスファンタジーあそびブック
- くまのプーさんあそびブック
- おんなの資格・特技最強ガイダンス 2005年

### 2006年
- ディズニーグッズ大図鑑 2007年版
- フジコ・ヘミング : 魂の音色を奏でるピアニスト (文藝別冊)
- チキン・リトルブレイブ・マガジン
- ナルニア国物語 : 夢と魔法の別世界ファンタジー・ガイド (文藝別冊)
- 古今亭志ん生 : 落語の神様 (文藝別冊)
- カーズライトニング・マガジン
- ディズニープリンセスなりきりドレス&アクセサリー手作りbook
- ディズニー・ガールズ v.6

### 2007年
- ディズニープリンセスおはなしブック : 6姫ベストセレクション
- 半村良 : SF伝奇ロマンそして… : 没後5年総特集 (文藝別冊)

### 2008年
- 吉村昭 : 歴史の記録者 (文藝別冊)
- ディズニープリンセスあそびブックジュエル
- 赤塚不二夫 : ふしぎだけどほんとうなのだ : 総特集 (文藝別冊)

### 2009年
- 太宰治 : 100年目の「グッド・バイ」 : 総特集 (文藝別冊)
- 吉田戦車 : 総特集 (文藝別冊)
- ディズニープリンセスハッピーおりがみブック
- 宮脇俊三 : 時刻表が生んだ鉄道紀行 (文藝別冊)
- 蜷川実花 : 彼女の人生と彼女自身のポートレイト : 総特集 (文藝別冊)
- マイケル・ジャクソン : King of popの偉大なる功績 : 総特集 (文藝別冊)
- 寺山修司の時代 : なぜいつも新しいのか : 総特集 (文藝別冊)
- ディズニープリンセスあそびブックラブリー
- ディズニープリンセスドキドキ・おはなしブック 岡田好惠 訳
- ディズニープリンセスあそびブックスイート

### 2010年
- 加藤和彦 : あの素晴しい音をもう一度 : 追悼 : 総特集 (文藝別冊)
- 銀色夏生 : その瞳の奥にある自由 銀色夏生 責任編集 (文藝別冊)
- ジョン・レノン : その生と死と音楽と : 総特集 (文藝別冊)
- 荒木経惟 : 父、母、陽子、チロ-生と死を見撮る写真家 : 永久保存版 (文藝別冊)
- 伊坂幸太郎 : デビュー10年新たなる決意 : 総特集 (文藝別冊)
- 本田靖春 : 「戦後」を追い続けたジャーナリスト : 総特集 (文藝別冊)
- 小沢昭一 : 芸能者的こころ : 総特集 : 永久保存版 (文藝別冊)
- ディズニープリンセスドリームあそびブックシャイニー
- 開高健 : 今よみがえる巨人の全貌 : 生誕80年記念総特集 : 永久保存版 (文藝別冊)
- 黒澤明 : 生誕100年総特集 : 永久保存版
- 忌野清志郎 : デビュー40周年記念号 : 総特集 (文藝別冊)
- 萩尾望都 : 少女マンガ界の偉大なる母 : 総特集 (文藝別冊)
- ディズニープリンセスドリームハッピーBOOK

### 2011年
- 金子みすゞ 増補新版 : 魂の詩人 : 総特集 : 永久保存版 (文藝別冊)
- ジョージ・ハリスン 増補新版 (文藝別冊)
- 佐野洋子 : 100万回だってよみがえる : 追悼総特集 (文藝別冊)
- ポール・マッカートニー 増補新版 (文藝別冊)
- 諸星大二郎 : 異界と俗世の狭間から- : 総特集 (文藝別冊)
- DOMMUNEオフィシャルガイドブック = DOMMUNE OFFICIAL GUIDE BOOK 2
- 梅棹忠夫 : 地球時代の知の巨人 (文藝別冊)
- マイルス・デイビス 増補新版 : 不滅の帝王 : 没後20年 (文藝別冊)
- 花森安治 : 美しい「暮し」の創始者 (文藝別冊)
- 吾妻ひでお : 美少女・SF・不条理ギャグ、そして失踪 : 総特集 (文藝別冊)
- クイーン 増補新版 : 伝説のチャンピオン (文藝別冊)
- 中上健次 増補新版: 路地はどこにでもある : 永久保存版 (文藝別冊)
- グレン・グールド 増補新版 : 『ゴルトベルク』遺作録音30年 (文藝別冊)
- つかこうへい : 涙と笑いの演出家 : 追悼総特集 (文藝別冊)
- 追悼小松左京 : 日本・未来・文学、そしてSF (文藝別冊)
- ピンク・フロイド : 深遠なる迷宮への誘い : 総特集 : 永久保存版 (文藝別冊)
- ちばてつや : 漫画家生活55周年記念号 : 総特集 (文藝別冊)
- マーラー : ウィーン世紀末から近代へ。最大の交響曲作曲家の全貌 : 没後100年記念総特集 (文藝別冊)
- 石井好子 : シャンソンとオムレツとエッセイと : 追悼総特集 (文藝別冊)
- フルトヴェングラー : 至高の指揮者 : 生誕125年記念総特集 : 永久保存版 (文藝別冊)

### 2012年
- 中島らも : 総特集 増補新版 : 魂のロックンローラーよ、永遠に
- ナンシー関 増補新版 : 没後10年おかえりナンシー : トリビュート特集
- 大瀧詠一 増補新版 : 大瀧詠一と大滝詠一のソロ活動40年史
- 岡崎京子 増補新版 : 総特集
- ブルーノート = BLUE NOTE
- いしいひさいち : 仁義なきお笑い : デビュー40周年・『バイトくん』から『ののちゃん』まで : 総特集
- 瀬戸内寂聴 : 文学まんだら、晴美から寂聴まで
- 北杜夫 : どくとるマンボウ文学館 : 追悼総特集
- ボブ・マーリー (文藝別冊)
- 神山健治 : 総特集 : 監督デビュー10年アニメ表現の新たなる地平
- ジョン・コルトレーン 後藤雅洋責任編集 (文藝別冊)
- ビル・エヴァンス 増補新版
- 野田秀樹 : 総特集 : 新しい地図を携えて
- 三島由紀夫 増補新版 : 死にいたるまで魂は叫びつづけよ
- さよなら吉本隆明
- バッハ = Johann Sebastian Bach : 古楽器でもモダンでも! : 次に聴くCDを選ぶ最新鑑賞ガイド

### 2013年
- 池波正太郎 増補新版 : 生誕90年記念総特集
- 向田邦子 : 総特集 : 脚本家と作家の間で
- 木皿泉 : 総特集 : 物語る夫婦の脚本と小説
- 吉村昭 増補新版 : 取材と記録の文学者
- 河合隼雄 増補新版 : こころの処方箋を求めて
- メタリカ = METALLICA : 不屈のヘヴィ・メタル・モンスター
- デヴィッド・ボウイ : 総特集
- 山田太一 : 総特集 : テレビから聴こえたアフォリズム
- 淀川長治 増補新版 : カムバック、映画の語り部
- カルロス・クライバー = Carlos Kleiber : 孤高不滅の指揮者 : 永久保存版
- 若松孝二 : 闘いつづけた鬼才 : 総特集
- 藤圭子 : 追悼 : 夜ひらく夢の終わりに : 総特集
- 澁澤龍彥 : 総特集 増補新版
- モーツァルト : 風、水、音……。自然の寵児 : 必聴50作品とそのお薦め盤 : 永久保存版
- 永山則夫 増補新版 : 独りで誕まれて来たのでありとある日独りで死んで逝くのだ : 総特集
- 大島渚 : 〈日本〉を問いつづけた世界的巨匠 : 総特集
- ワーグナー = Richard WAGNER : バイロイトへの道 : 生誕200年記念 : 永久保存版
- レッド・ツェッペリン = LED・ZEPPELIN
- 土方歳三 増補新版 : 新選組の組織者 : 新選組結成150年
- 井上ひさし : 総特集 : やわらかく、ときに劇的に
- いわさきちひろ : 総特集 : 平和を願い、こどもを描きつづけた画家 ちひろ美術館 監修
- カラヤン = Herbert von Karajan : いま、「帝王」の時代を再検証する! : 年代別カラヤンの名盤50を聴く
- 森茉莉 : 総特集 増補新版 : 天使の贅沢貧乏
- 坂口安吾 : 風と光と戦争と : 総特集
- 宮沢賢治 : 修羅と救済 : 没後80年 : 永久保存版
- 高橋葉介 : 総特集 : 怪奇幻想マンガの第一人者
- 立川談志 : 落語の革命家 : 永久保存版 : 総特集

### 2014年
- 山口瞳 増補新版 : 江分利満氏、ふたたび読本
- 須賀敦子 : ふたたび
- 田原総一朗 : 元祖テレビディレクター、炎上の歴史 : 総特集
- ショパン : 永久保存版 : パリの異邦人 : ジャンル別詳細作品紹介&CD推薦盤
- エリック・クラプトン = ERIC CLAPTON 増補新版
- 丸谷才一 : 追悼総特集 : 古典と外文と作家・批評家
- 追悼ルー・リード
- マリア・カラス = MARIA CALLAS : 伝説から神話になったディーヴァ : 永久保存版
- ディープ・パープル : 永久保存版総特集 : ハード・ロックの伝道者、紫煙の旅路
- 赤瀬川原平 : 現代赤瀬川考
- クリント・イーストウッド = Clint Eastwood : 総特集 : 同時代を生きる英雄
- チャーリー・パーカー = Charlie Parker : モダン・ジャズの創造主
- トムとジェリーのあそびブックスペシャル : 動物園で冒険しよう! (だいすき!トム&ジェリーわかったシリーズ)
- ドアーズ = THE DOORS : 結成50年/最も過激な伝説
- 神谷美恵子 : 「生きがい」は「葛藤」から生まれる。 : 総特集 : 生誕100年永久保存版
- 伊福部昭 : ゴジラの守護神・日本作曲界の巨匠 : 総特集 : 永久保存版 片山杜秀 責任編集
- 夢野久作 : あらたなる夢 : 総特集
- 〈総特集〉弘兼憲史 : デビュー40周年記念号
- ビートルズ新時代 : その音楽遺産を極める
- ニルヴァーナ : カート没後20年/最後のロック魂
- 安西水丸 : いつまでも愛されるイラストレーター
- バーンスタイン = Leonard Bernstein : 20世紀アメリカが生んだ最高の音楽家 : 永久保存版
- 手塚治虫 : 総特集 増補新版 : 地上最大の漫画家
- 村岡花子 : 「赤毛のアン」の翻訳家、女性にエールを送りつづけた評論家 : 総特集 村岡恵理 監修
- 五十嵐大介 : 総特集 : 世界の姿を感じるままに
- 辻静雄 : 食文化研究の先駆者、フランス料理の伝道者
- タモリ : 芸能史上、永遠に謎の人物 : 総特集
- 幸田文 増補新版 : 生誕110年、いつまでも鮮やかな物書き
- 古今亭志ん朝 : 落語家としての生涯 : 永久保存版
- 白洲正子 増補新版 : 〈美〉の求道者 : 永久保存版
- 五社英雄 : 極彩色のエンターテイナー : 総特集 春日太一責任編集

### 2015年
- 泡坂妻夫 : 総特集 : からくりを愛した男
- ピンク・フロイド = PINK FLOYD 増補新版 : こうして時間は過ぎ、終わりを迎える
- 谷崎潤一郎 : 没後五十年、文学の奇蹟
- 渡辺淳一 : その絢爛たる文学世界の原点を求めて
- 諸星大二郎 マッドメンの世界
- 八代目　桂文楽: 古典落語の神髄「黒門町の師匠」
- いちばんおいしい！　ポップオーバーレシピ
- 開高健: 生誕８５年記念総特集　体験からの文学
- ゆうきまさみ　異端のまま王道を往く
- 増補新版 フルトヴェングラー: 最高最大の指揮者
- キング・クリムゾン
- Dr.コパの百万長者風水 (金運満足通帳ケース付)
- 金子國義
- 堂場瞬一
- ニール・ヤング
- トムとジェリーのめいろ&パズルブック
- 杉浦日向子: 没後10年記念総特集
- Dr.コパのまるごと風水2016大開運術
- 真田幸村と十勇士 (文藝別冊)
- 長渕剛:民衆の怒りと祈りの歌 (文藝別冊)
- 古今亭志ん生 〈増補新版〉: 落語の神様 (文藝別冊)

### 2016年
- イエス (文藝別冊)
- 遠藤周作(文藝別冊)増補新版
- 白洲次郎〈増補新版〉 (文藝別冊)
- 花森安治 増補新版: 美しい「暮し」の創始者 (文藝別冊)
- アイアン・メイデン: 悠久のヘヴィ・メタル叙事詩 (文藝別冊)
- 花沢健吾:ヒーローなき世界を生きる  (文藝別冊)
- 野坂昭如 (文藝別冊)
- ジェネシス (文藝別冊)
- 水木しげる (文藝別冊)
- 夏目漱石:百年後に逢いましょう 奥泉光編(文藝別冊)2016/6/23
- 高峰秀子 (文藝別冊)
- 山上たつひこ 漫画家生活50周年記念号 (文藝別冊)
- いしいひさいち〈増補新版〉新仁義なきお笑い 2016/7/19
- エマーソン・レイク&パーマー (文藝別冊)2016/7/28
- プリンス (文藝別冊)2016/8/29
- 茨木のり子 (文藝別冊)2016/8/29
- イーグルス (文藝別冊)2016/9/2
- 蜷川幸雄:世界で闘い続けた演出家 (文藝別冊)2016/10/14
- カール・リヒター (文藝別冊)2016/11/29
- ボブ・ディラン マイ・バック・ページズ (文藝別冊)2016/12/15
- デヴィッド・ボウイ 増補新版 (文藝別冊) 2016/12/15

### 2017年
- 吉田戦車 不条理ギャグのパイオニア〈大増補新版〉 (文藝別冊)  2017/2/17
- サンタナ (文藝別冊)2017/3/20
- ウディ・アレン (文藝別冊)2017/4/18
- くらもちふさこ デビュー45周年記念 ときめきの最前線 (文藝別冊)2017/4/14
- 澁澤龍彦ふたたび (文藝別冊)2017/5/18
- 宇野千代 (文藝別冊)2017/5/15
- 中井久夫 (文藝別冊)2017/5/12
- キャロル・キング (文藝別冊)2017/6/13
- 俵万智:史上最強の三十一文字 (文藝別冊)2017/6/27
- かこさとし: 人と地球の不思議とともに (文藝別冊)2017/7/13
- 米原万里:真夜中の太陽は輝き続ける (文藝別冊)2017/8/7
- 阿久悠 〈没後十年〉時代と格闘した昭和歌謡界の巨星 文藝別冊 2017.08.07発売
- 是枝裕和 またここから始まる 文藝別冊 2017.09.08発売
- 大林宣彦 「ウソからマコト」の映画 文藝別冊 2017.10.28発売
- 芥川龍之介 没後九十年　不滅の文豪 文藝別冊 2017.11.09発売
- 西郷隆盛 維新最大の謎 文藝別冊 2017.11.13発売
- セロニアス・モンク モダン・ジャズの高僧 文藝別冊 2017.11.15発売
- ジェフ・ベック 超人的ギタリストの伝説 文藝別冊 2017.11.28発売

### 2018年
- 西原理恵子 やり逃げ人生 文藝別冊 2018.01.22発売
- いがらしみきお ペン先で神に触れる 文藝別冊 2018.02.09発売
- 岡崎京子　増補決定版 文藝別冊 2018.02.13発売
- 竹中直人 “無能”でありつづけること 文藝別冊 2018.02.16発売
- 須賀敦子の本棚  文藝別冊 2018.03.17発売
- 山本周五郎 背筋を伸ばす反骨の文士 文藝別冊 2018.04.18発売
- Ｔ・レックス 文藝別冊 2018.05.15発売
- 諸星大二郎　＜大増補新版＞ 怪を語り、快を生み出す 文藝別冊 2018.05.16発売
- 夏目漱石　＜増補新版＞ 百年後に逢いましょう 奥泉光責任編集 2018.05.16発売
- 追悼 石牟礼道子 さよなら、不知火海の言魂 文藝別冊 2018.05.28発売
- キング・クリムゾン　増補新版 文藝別冊 2018.06.18発売
- 木皿泉　増補新版 ますます物語る夫婦作家のこれから 文藝別冊 2018.06.27発売
- 立川談志　増補新版 落語の革命家 文藝別冊 2018.07.13発売
- 永久保存版　総特集 マイケル・シェンカー 神、降臨――永遠のフライング・アロウ 文藝別冊 2018.08.18発売
- 高畑勲 ＜世界＞を映すアニメーション 文藝別冊 2018.08.22発売
- 氷室冴子 没後１０年記念特集　私たちが愛した永遠の青春小説作家 文藝別冊 2018.08.28発売
- 杉浦日向子　増補新版 生誕６０周年　江戸から戻ってきた人 文藝別冊 2018.09.26発売
- 総特集　筒井康隆 日本文学の大スタア 2018.10.06発売
- ジミ・ヘンドリックス伝説 文藝別冊 2018.11.29発売
- 水木しげる＜増補新版＞ 妖怪・戦争・そして、人間 2018.11.29発売
- ヒッチコック 文藝別冊 2018.11.29発売

### 2019年
- 総特集　森見登美彦 作家は机上で冒険する！ 文藝別冊 2019.01.11発売
- 望月三起也 生誕８０周年＆『ワイルド７』５０周年記念 文藝別冊 2019.01.21発売
- 総特集　石ノ森章太郎 萬画の天才、誰がために闘う。 文藝別冊 2019.04.22発売
- 決定版 エミール・ガレのガラス 2019/4/2発売
- 開運先取り! Dr.コパの改元金運風水 (新Dr.コパの風水まるごと開運生活) 小林祥晃 2019/4/27
- 永遠の太宰治  生誕１１０年記念総特集 文藝別冊 2019.05.11発売
- 吉田秀和 孤高不滅の音楽評論家 文藝別冊 2019.05.16発売
- 橋本治 追悼総特集　橋本治とは何だったのか？ 文藝別冊 2019.05.27発売
- オードリー・ヘプバーン 妖精、そして女性として 文藝別冊 2019.05.28発売
- 総特集 ヒグチユウコ ―指先から広がる魔法― (文藝別冊)  2019/7/30
- ウッドストック１９６９: ロックフェスの始まり、熱狂の終わり、50年目の真実 (文藝別冊) 2019/8/6
- 総特集 ゆうきまさみ ―アニパロから歴史ものまで― <増補新版> (文藝別冊)  2019/8/24
- ブルース・リー: 生きつづける魂 (文藝別冊) 2019/8/26
- 萩原健一: 傷だらけの天才 (文藝別冊) 2019/9/25
- Dr.コパのまるごと風水2020大開運術 (KAWADEムック) 小林 祥晃 2019/9/28
- 川上未映子: ことばのたましいを追い求めて (文藝別冊) 2019/11/29
- 総特集 片渕須直: 逆境を乗り越える映画監督 (文藝別冊) 2019/12/19

### 2020年
- ザ・フー (文藝別冊) 2020/1/23
- 小津安二郎: 永遠の映画 (文藝別冊) 2020/1/23
- 黒澤明　増補決定版: 生誕１１０年 (文藝別冊) 2020/2/21
- ケンドリック・ラマー: 世界が熱狂する、ヒップホップの到達点 (文藝別冊) 2020/3/28
- 三島由紀夫1970 (文藝別冊) 2020/3/28
- ザ・ビートルズ『レット・イット・ビー』 (文藝別冊) 和久井光司責任編集 2020/4/28
- 星野之宣 ―デビュー45周年記念― (文藝別冊) 2020/5/22
- 志村ふくみ: 一色を、一生をかけて追い求め (文藝別冊)  2020/5/25
- 大杉漣: あるがままに (文藝別冊) 2020/5/19
- ベートーヴェン: 生誕250年 (KAWADEムック 文藝別冊) 2020/6/11
- Dr.コパの百万長者風水2021 (KAWADEムック) 小林 祥晃 2020/8/6
- ポン・ジュノ: 『パラサイト 半地下の家族』で頂点を極めた映画の怪物 (文藝別冊) 2020/8/26
- Dr.コパのまるごと風水2021大開運術 (KAWADEムック) 小林 祥晃 2020/9/29
- ジョン・レノン フォーエバー: 魂の叫びと日本の心 (文藝別冊) 広田寛治 2020/10/8
- 総特集 佐野洋子 増補新版: 100万回だってよみがえる (文藝別冊) 佐野洋子  2020/10/15
- 渡哲也 (文藝別冊) 2020/11/25
- 池波正太郎 増補決定版: 没後30年記念総特集 (文藝別冊) 2020/12/9

## 2021年
- ジャニス・ジョプリン: 孤独と破滅の歌姫、50年目の祈り (文藝別冊) 2021/1/28
- 我らの山田風太郎: 古今無双の天才 (文藝別冊) 2021/1/28
- ヴァン・ヘイレン: 革命を起こしたギター・ヒーローと時代に愛されたスーパー・バンド (文藝別冊) 2021/2/8
- クリストファー・ノーラン (文藝別冊) 河出書房新社編集部 2021/2/16
- 恩田陸 白の劇場 (文藝別冊) 2021/2/18
- 総特集 高橋葉介 大増補新版 ―『夢幻紳士』40周年記念― (文藝別冊)  2021/6/11
- 向田邦子 増補新版: 脚本家と作家の間で (KAWADEムック 文藝別冊) 2021/7/8
- 総特集 大和和紀 デビュー55周年記念 (KAWADEムック 文藝別冊) 2021/7/14
- Dr.コパの百万長者風水2022 (新Dr.コパの風水まるごと開運生活) 小林祥晃  2021/8/5
- スティーヴン・スピルバーグ ; 映画の子 (KAWADEムック 文藝別冊)  2021/11/27

## 2022年
- 茨木のり子 増補新版 : 「言の葉」のいのり (KAWADEムック 文藝別冊)　2022/5/16
- 総特集 伊藤理佐 ―おんなの人生、濃縮還元。― (文藝別冊)  2022/6/14
- 総特集水野英子 : 自作を語る 水野英子 著 河出書房新社 2022
- 瀬戸内寂聴 増補新版: 愛と文学に生きた99年 (KAWADEムック) 2022/7/22
- Dr.コパの百万長者風水2023 (KAWADEムック) 小林 祥晃 2022/8/16
- 高倉健 (KAWADEムック) 春日太一責任編集 2022/8/16
- Dr.コパのまるごと風水2023大開運術 (KAWADEムック) 小林 祥晃  2022/9/27
- 総特集青池保子 : 船乗り!泥棒!王様!スパイ!-キャラが物語をつくる 青池保子 著 河出書房新社 2022